# Lhuître
Lhuître és un municipi francès situat al departament de l'Aube i a la regió del Gran Est. L'any 2007 tenia 263 habitants.

## Demografia

### Població
El 2007 la població de fet de Lhuître era de 263 persones. Hi havia 108 famílies de les quals 29 eren unipersonals (17 homes vivint sols i 12 dones vivint soles), 33 parelles sense fills, 29 parelles amb fills i 17 famílies monoparentals amb fills.
La població ha evolucionat segons el següent gràfic:
Habitants censats

### Habitatges
El 2007 hi havia 130 habitatges, 110 eren l'habitatge principal de la família, 4 eren segones residències i 16 estaven desocupats. 128 eren cases i 2 eren apartaments. Dels 110 habitatges principals, 92 estaven ocupats pels seus propietaris, 15 estaven llogats i ocupats pels llogaters i 3 estaven cedits a títol gratuït; 5 tenien dues cambres, 9 en tenien tres, 36 en tenien quatre i 59 en tenien cinc o més. 72 habitatges disposaven pel capbaix d'una plaça de pàrquing. A 41 habitatges hi havia un automòbil i a 53 n'hi havia dos o més.

### Piràmide de població
La piràmide de població per edats i sexe el 2009 era:
| Homes | Edats   | Dones |
| ----- | ------- | ----- |
| 0     | 95 o +  | 0     |
| 0     | 90 a 94 | 0     |
| 4     | 85 a 89 | 4     |
| 0     | 80 a 84 | 0     |
| 12    | 75 a 79 | 12    |
| 4     | 70 a 74 | 0     |
| 0     | 65 a 69 | 12    |
| 4     | 60 a 64 | 0     |
| 4     | 55 a 59 | 8     |
| 12    | 50 a 54 | 0     |
| 8     | 45 a 49 | 12    |
| 8     | 40 a 44 | 4     |
| 8     | 35 a 39 | 12    |
| 8     | 30 a 34 | 16    |
| 8     | 25 a 29 | 4     |
| 4     | 20 a 24 | 8     |
| 4     | 15 a 19 | 0     |
| 12    | 10 a 14 | 4     |
| 4     | 5 a 9   | 24    |
| 24    | 0 a 4   | 8     |

## Economia
El 2007 la població en edat de treballar era de 148 persones, 106 eren actives i 42 eren inactives. De les 106 persones actives 91 estaven ocupades (56 homes i 35 dones) i 14 estaven aturades (6 homes i 8 dones). De les 42 persones inactives 13 estaven jubilades, 5 estaven estudiant i 24 estaven classificades com a «altres inactius».

### Ingressos
El 2009 a Lhuître hi havia 119 unitats fiscals que integraven 288 persones, la mediana anual d'ingressos fiscals per persona era de 15.993 €.

### Activitats econòmiques
Dels 13 establiments que hi havia el 2007, 3 eren d'empreses extractives, 1 d'una empresa de fabricació d'altres productes industrials, 4 d'empreses de construcció, 1 d'una empresa de comerç i reparació d'automòbils, 1 d'una empresa financera, 2 d'empreses immobiliàries i 1 d'una empresa de serveis.
Dels 4 establiments de servei als particulars que hi havia el 2009, 1 era un paleta, 1 fusteria, 1 lampisteria i 1 empresa de construcció.
L'any 2000 a Lhuître hi havia 21 explotacions agrícoles que ocupaven un total de 1.834 hectàrees.

## Equipaments sanitaris i escolars
El 2009 hi havia una escola maternal integrada dins d'un grup escolar amb les comunes properes formant una escola dispersa.

## Poblacions més properes
El següent diagrama mostra les poblacions més properes.